# ویلابوئنا د آلابا

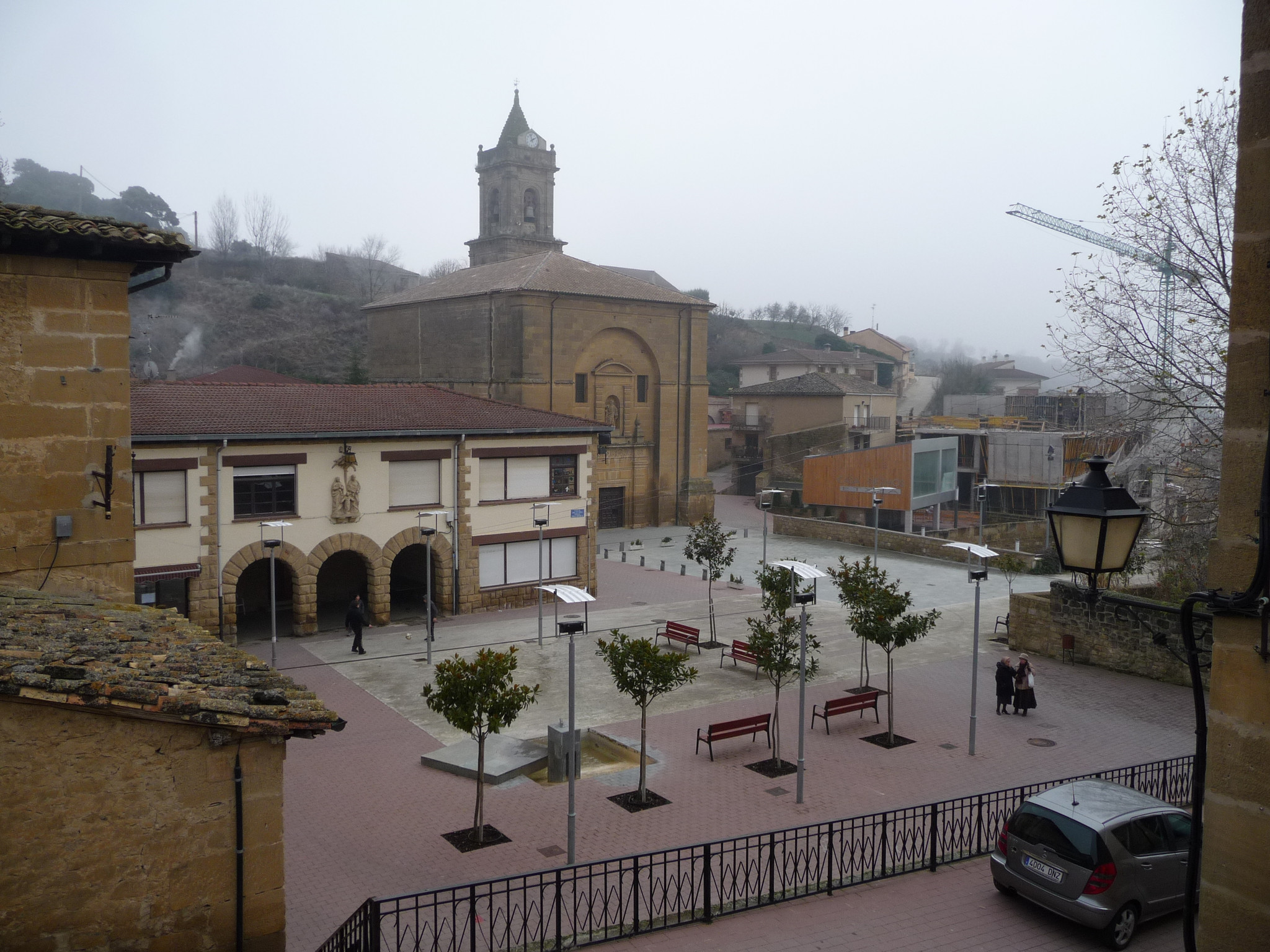
نمایی از دهستان بییابوئنا د آلابا/اسکوئرناگا در استان آلابای اسپانیا - ۲۰۰۸

بییابوئنا د آلابا/اسکوئرناگا دهستانی در استان آلابای اسپانیا است.
در این دهستان ۳۲۵ نفر زندگی می‌کنند. مساحت این دهستان ۸٫۴۷ کیلومتر مربع است.